# Phytoecia malachitica
Phytoecia malachitica é uma espécie de insetos coleópteros polífagos pertencente à família Cerambycidae.
A autoridade científica da espécie é Lucas, tendo sido descrita no ano de 1846.
Trata-se de uma espécie presente no território português.